# Euphorbia petitiana
Euphorbia petitiana är en törelväxtart som beskrevs av Achille Richard. Euphorbia petitiana ingår i släktet törlar, och familjen törelväxter. Inga underarter finns listade i Catalogue of Life.